# Watkin Tench
Watkin Tench (6 novembre 1758 - 7 mai 1833) est un écrivain et officier britannique arrivé en Australie en 1788 à bord de la First Fleet. On le connaît aujourd'hui pour ses récits sur la fondation de Sydney, en Nouvelle-Galles du Sud, la première colonie européenne sur le continent australien.

## Biographie
Né à Chester, il est issu d’un milieu de notables cultivés. Il rejoint la marine en 1776 et sert auprès des Anglais durant la révolution américaine. En 1786, il offre ses services à l'expédition qui devait fonder la colonie de Botany Bay et monte à bord du Charlotte en 1787. Il mène des expéditions exploratoires et découvre la Nepean River en tant qu'Européen. Il étudie et traite en ami les Aborigènes (Bennelong y compris) et enregistre les premières tentatives de mise en culture par les colons. Il rentre en Angleterre en bateau en 1791.
Il publie trois livres dont deux au sujet de ses aventures en Nouvelle-Galles du Sud : Narrative of the Expedition to Botany Bay et Complete Account of the Settlement at Port Jackson. Écrits avec esprit et humanité, ses récits du voyage vers Sydney et de la vie au sein de la colonie sont considérés comme les plus perspicaces et les plus littéraires des récits contemporains.
Après son retour en Angleterre, il continue à servir dans la Royal Navy. En 1796, au cours des six mois qu’il passe comme prisonnier de guerre en Bretagne, il écrit ses Letters from France to a Friend in London concernant les effets de la Révolution sur cette province. Il combat durant les guerres napoléoniennes et prend sa retraite en 1821 avec le grade de lieutenant-général.

## Dans la culture populaire
- Eleanor Dark, The Timeless Land (roman de 1941)
- Kate Grenville, The Lieutenant (roman de 2008).